# Parque interprovincial de Cypress Hills
El Parque interprovincial de Cypress Hills (en inglés: Cypress Hills Interprovincial Park) es un parque provincial situado en el sudeste de Alberta y en el sudoeste de Saskatchewan. Es el único parque administrado conjuntamente por dos provincias en Canadá. El parque protege la montañas cypress, un macizo montañoso situado en las dos provincias.